# Нзерекоре (регіон)
Нзерекоре (фр. Nzérékoré) — регіон на південному-сході Гвінеї.
- Адміністративний центр — Нзерекоре.
- Площа — 37 668 км², населення — 2 237 500 осіб (2009 рік).

## Географія
На північному заході межує з регіоном Фарана, на північному сході з регіоном Канкан, на сході з Кот-д'Івуаром, на півдні з Ліберією, на заході з Сьєрра-Леоне.
Географічно Нзерекоре входить в регіон Лісова Гвінея.

## Адміністративний поділ
Адміністративно провінція поділяється на 6 префектур:
- Бейла
- Жакеду
- Лола
- Масента
- Нзерекоре
- Йому